# Amaro José de São Tomás
.
Amaro José de São Tomás, O.P. (Braga, 15 de janeiro de 1745 - Tete, 18 de julho de 1801) foi um frei dominicano e prelado português da Igreja Católica, bispo-prelado de Moçambique.

## Biografia
Nascido em Braga em 15 de janeiro de 1745, aos 23 anos, ao que parece já ordenado frei, viaja para realizar obra missionária na Arquidiocese de Goa. Ensinava filosofia e teologia no colégio dominicano de São Tomás de Aquino, em Goa, antes de ir para Moçambique, em 1781.
A rainha Dona Maria I apresentou seu nome à Santa Sé como bispo da prelazia nullius de Moçambique, em 25 de agosto de 1782 quando contava trinta e sete anos, sendo que o Papa Pio VI confirmou pela bula Apostolatus officium meritis, de 19 de julho de 1783, com o título in partibus infidelium de Pentacomia.
Foi consagrado em 28 de outubro de 1785, quando viajou a Goa que era a metropolita da prelazia, por Dom Manuel de Santa Catarina, O.C.D., arcebispo de Goa. Foi o primeiro a utilizar o título de bispo em Moçambique.
Durante sua prelazia em Moçambique, lutou pela melhoria das côngruas pagas ao clero, das construções religiosas e o aprimoramento das funções religiosas, como o ensino da catequese aos domingos e dias santos em sua jurisdição.
Contudo, enfrentou diversos problemas, sobretudo com o governo temporal dos governadores-gerais e com os maus exemplos dos "das pessoas gradas da Colônia". Também se contrapôs à escravidão e o tráfico humano na região, chegando a escrever a Martinho de Melo e Castro sobre a situação.
Morreu em 18 de julho de 1801, em Tete, quando visitava algumas paróquias na região dos Rios de Sena e Sofala, sendo sepultado na Igreja de São Tiago de Tete.